# 영국의 범죄

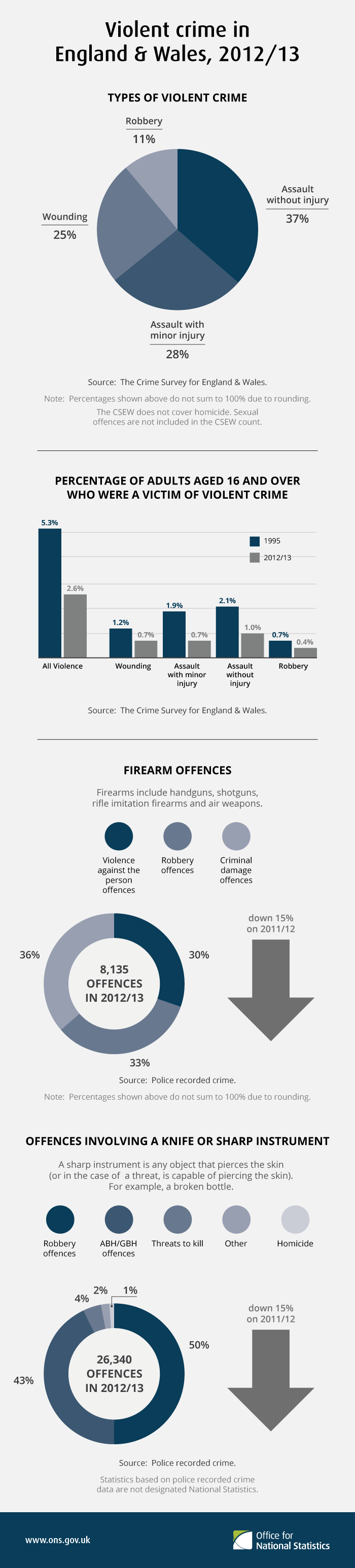

영국의 범죄는 영국에서 발생하는 강력범죄와 비강력 범죄를 설명한다. 법원과 경찰 시스템은 잉글랜드 웨일스, 스코틀랜드, 북아일랜드의 각기 다른 사법 시스템에 따라 세 부분으로 나뉜다.
잉글랜드 웨일스의 범죄 책임은 범죄를 줄이고 예방하는 정부 부처인 영국 내무부와 영국 치안 유지에 걸쳐 나뉜다. 그리고 법무부는 법원과 교도소를 포함한 사법 시스템을 운영한다. 스코틀랜드에서는 이 책임이 스코틀랜드에서 유일한 공공 검찰관 역할을 하는 왕실 검찰청 및 검사국에 있으며, 따라서 스코틀랜드의 범죄 기소를 담당한다.

## 역사
역사적으로 영국은 범죄와 비교적 평범한 관계를 맺어왔다. 영국의 범죄율은 다른 세계 국가, 특히 선진국에 비해 상대적으로 낮은 수준을 유지하고 있다. 2019년 기준 현재, 영국은 인구 10만 명당 고의적 살인 피해자 수에서 1.20명으로 174위를 기록하고 있다. 2018년 1월 현재 경찰 통계는 지난 몇 년간 강력 범죄 및 성범죄율이 급격히 증가했음을 보여준다.
경찰 기록 범죄율을 장기적으로 비교하는 것은 어렵다. 경찰 기록 관행, 경찰 기록의 신뢰성, 그리고 피해자가 범죄를 신고하려는 의지가 수년에 걸쳐 변했기 때문이다.

## 형사사법 시스템

### 잉글랜드 웨일스
잉글랜드 웨일스에는 "약식"과 "기소에 의한" 두 가지 종류의 형사 재판이 있다. 성인의 경우, 약식 재판은 치안법원에서 진행되며, 기소에 의한 재판은 크라운 법원에서 진행된다. 두 재판 장소가 가능함에도 불구하고, 거의 모든 형사 사건은 심각성에 관계없이 치안 법원에서 시작된다.
범죄는 개별 범죄의 심각성에 따라 "양방향"으로 간주될 수도 있다. 이는 상황에 따라 치안 법원 또는 크라운 법원에서 재판될 수 있음을 의미한다. 심지어 치안 법원에서 유죄 판결을 받고 선고를 위해 크라운 법원으로 보내질 수도 있다(치안 판사가 적절한 선고 권한이 없다고 판단하는 경우). 또한, 치안 판사가 범죄 관할권을 유지하더라도 피고인은 배심원단의 크라운 법원 재판을 선택할 권리가 있다. 배심원단은 검찰과 변호와는 독립적으로 선정된다.

### 스코틀랜드
스코틀랜드의 최하위 형사 법원은 치안 판사 법원이다. 잉글랜드-웨일스 치안 법원에 비해 그들의 권한은 더 제한적이다. 예를 들어, 최대 60일까지의 징역형만 선고할 수 있다. 보안관 법원은 주요 형사 법원이다. 보안관 법원은 "약식 사건" 또는 "엄중 사건"으로 진행될 수 있다. 전자는 덜 심각한 범죄에 사용되며, 보안관(판사)이 단독으로 재판을 주재하고, 후자는 배심원 재판이다. 2007년 12월 10일부터 약식 사건에서 부과할 수 있는 최대 형벌은 징역 12개월 또는 벌금 10,000파운드이며, 엄중 사건에서는 징역 5년 또는 무제한 벌금이다. 스코틀랜드의 최고 형사 법원은 스코틀랜드 고등법원이다. 이 법원은 가장 심각한 범죄(예: 모살)에 대한 재판 법원이자 다른 형사 사건에 대한 항소 법원이다.
영미법계 법률 시스템과의 차이점 중 하나는 스코틀랜드의 배심원단은 15명이며, 판결을 내리기 위해 단순 과반수만 필요하다는 것이다. 스코틀랜드 법원은 또한 "유죄", "무죄", 그리고 "미입증"(이 또한 무죄 선고이다) 세 가지 판결을 내릴 수 있다.

### 북아일랜드
북아일랜드에서는 치안 법원이 덜 심각한 형사 사건을 심리하고, 더 심각한 형사 사건의 예비 심리를 진행한다. 북아일랜드의 크라운 법원은 더 심각한 형사 사건을 심리한다. 이들은 치안 법원 대신 크라운 법원으로 기소되는 기소 가능 범죄와 "양방향" 범죄이다. 북아일랜드는 자체적인 사법 시스템을 가지고 있다. 북아일랜드 대법원장이 이 시스템의 수장으로 있다.
법무부는 북아일랜드 법원 및 재판소 서비스를 통해 법원 행정을 담당하는 부서이다. 이 외에도 법무부는 형법, 법률 지원 정책, 경찰, 교도소, 보호 관찰에 관한 정책 및 입법을 담당한다. 미국의 사법 시스템과 유사하게, 피고인은 유죄가 입증될 때까지 무죄로 간주되며, 유죄가 입증되려면 증거가 "합리적인 의심을 넘어선다"는 사실에 근거하여 판사나 배심원이 결정을 내리도록 해야 한다.

## 인구 통계
2019년 형사사법 시스템이 처리한 개인 중 74%는 남성, 26%는 여성이었다. 이 비율은 지난 5년간 일정하게 유지되었다.
2024년 잉글랜드 웨일스 교도소 인구는 다음 연령 분포를 보였다: 30-39세가 29,339명(33%)으로 가장 큰 그룹을 형성했고, 그 다음으로 40-49세(18,175명, 21%), 25-29세(13,226명, 15%), 50-59세(9,391명, 11%)가 뒤를 이었다. 더 어린 연령대는 더 작은 비율을 차지했다: 21-24세(8,155명, 9%), 18-20세(3,090명, 4%), 15-17세(264명, 0.3%). 60세 이상은 6,229명(7%)을 차지했다.

## 범죄 정도

### 잉글랜드 웨일스
2015년 잉글랜드 웨일스에서는 부상을 초래한 "대인 폭력" 범죄가 61만 8천 건 기록되었다. 다른 범죄 분야로는 강도 (12만 4천 건), 주거 침입 (71만 3천 건), 차량 절도 (87만 4천 건)가 있었다. 잉글랜드 웨일스는 교도소 수감 인구가 8만 3천 4백 30명 (2018년 추정치)으로, 인구 10만 명당 179명에 해당한다. 이는 미국 (762명)보다는 훨씬 적지만, 아일랜드 공화국 (76명)이나 EU 평균 (123명)보다는 많다.
런던의 범죄율은 2009년 잉글랜드 웨일스에서 가장 높았으며(인구 1000명당 111건), 그 다음은 그레이터맨체스터주(1000명당 101건), 그 다음은 노팅엄셔주(1000명당 97건)였다.

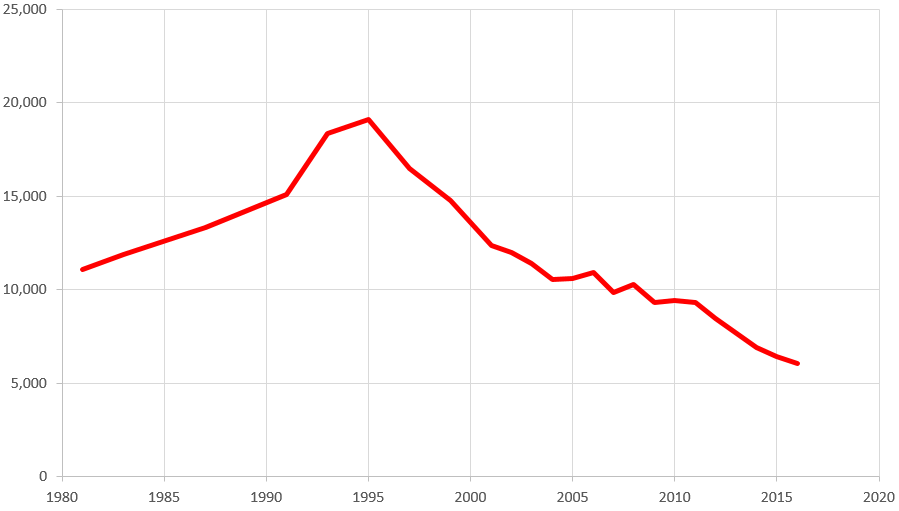
잉글랜드 웨일스 범죄 조사에 따른 잉글랜드 웨일스 범죄 (천 건 단위).

1995년 이후 대부분의 해에 잉글랜드 웨일스의 범죄율은 감소했지만, 2010년대 후반에는 강력 범죄가 증가했다. 2015년, 잉글랜드 웨일스 범죄 조사는 잉글랜드 웨일스의 범죄가 1981년 조사가 시작된 이래 최저 수준을 기록했으며, 1995년 정점 이후 급격히 감소했고 2010-15년에는 31% 감소했다고 밝혔다. 예를 들어, 강력 범죄 건수는 1994-95년 420만 건에서 2014-15년 132만 건으로 감소했으며, 이후 몇 년 동안 큰 변화는 없었다.

### 스코틀랜드
2018-19년 스코틀랜드에서는 60명의 살인 피해자가 발생했으며, 이는 전년도에 비해 약간 증가한 수치이다. 2009년 3분기에는 17,000명이 넘는 전일제 상응 인원의 현역 경찰관이 있었다. 2008-09년에는 약 375,000건의 범죄가 발생했으며, 이는 전년 대비 2% 감소한 수치이다. 여기에는 약 12,500건의 비성적 폭력 행위, 168,000건의 부정직 범죄(주거 침입, 절도, 소매치기가 이 범주에 포함됨), 110,000건의 방화 및 반달리즘이 포함되었다. 2008-09년 기간 동안 스코틀랜드의 교도소 인구는 약 7,300명이었다. 이는 인구 10만 명당 142명에 해당하며, 잉글랜드 웨일스와 매우 유사하다.

### 북아일랜드
2008년 4월부터 2009년 사이에 북아일랜드 경찰청에 기록된 범죄는 11만 건을 조금 넘었으며, 이는 전년 대비 1.5% 증가한 수치이다. 2020년 현재 북아일랜드에는 약 6,873개의 현역 전일제 경찰 직위가 있으며, 2019년에는 1,448명의 교도소 수감 인구가 있었고, 인구 10만 명당 83명으로 영국 내 다른 지역보다 낮았다.

## 실제 범죄 이야기
근대 초기 영국에서는 실제 범죄 이야기가 인기 있는 오락 형태였다. 이 이야기들은 팸플릿, 광고지, 채프북 등에서 쓰였는데, 예를 들어 뉴게이트 연감이 있다. 이 실제 범죄 이야기들은 당시의 인기 있는 가십과 토론의 주제였다. 재판이나 처형에 참석할 수 있는 사람은 소수에 불과했지만, 이 이야기들은 그러한 사건의 오락을 훨씬 더 많은 사람들에게 확대할 수 있게 했다. 이 실제 범죄 이야기들은 "특정한 가치관을 명확히 하고, 특정 행동 모델을 주입하며, 위협받는 것으로 인식되는 사회 질서를 강화"하려는 의도로 범죄 행위, 재판, 처형의 끔찍한 세부 사항을 묘사했다.
이러한 이야기들은 더 많은 사람들이 동포 영국인들의 실수로부터 배우도록 하기 위해 출판되었다. 그들은 다른 사람들의 잘못으로부터 배우는 것에 대한 생각을 강조하여 처형된 범죄자들의 묘비명에 경고를 넣기도 했다. 예를 들어, 강도이자 살인자인 존 스미스의 묘비명에는 "악한 죄악을 즐기는 모든 사람들을 놀라게 하는 공포로 남아 있어라... 이것이 그들이 경고를 받아야 하는 이유이자 원인이다"라고 쓰여 있었다. 이 묘비명은 "타인의 위험으로부터 신중함을 배우는 자는 행복하다"는 뜻의 라틴어 구문 Faelix quem faciunt aliena pericula cantum으로 끝난다.

## 종교 증오 범죄

### 잉글랜드 웨일스

#### 경찰 기록 증오 범죄
잉글랜드 웨일스에서는 2018년부터 2019년 사이에 총 103,379건의 증오 범죄가 발생했다. 전년도와 비교하면 증오 범죄가 10% 증가했음을 알 수 있다(94,121건). 이 기간에 발생한 총 증오 범죄 중 약 8% (8,566건)는 종교적 이유로 발생했다. 범죄 동기는 여러 요인의 영향을 받으며, 그 중 12%는 종교적 및 인종적 이유에서 비롯되었다. 지난 5년간 경찰 기록 및 문서화 개선으로 인해 기록된 증오 범죄가 증가했다. 이로 인해 증오 범죄의 증가는 EU 국민투표(2016년) 및 테러 공격(2017년)과 같은 특정 사건과 연관되어 있음이 관찰되었다.

#### 잉글랜드 웨일스 전체 범죄 통계
2024년 4월 현재, 스코틀랜드를 제외한 영국의 전체 범죄율은 인구 1,000명당 85건의 범죄였다. 영국의 전체 범죄율은 1년 전인 2023년 4월로 끝나는 기간과 비교하여 4.9% 감소했다.

## 같이 보기
- 영국의 범죄 통계
- 영국의 마약 정책
- 영국의 사기
- 영국의 인종 및 범죄
- 영국의 갱단
- 영국 미제 살인 사건
- 영국의 주요 범죄
- 영국의 테러리즘
- 영국의 성범죄

지역별:
- 잉글랜드의 범죄
- 웨일스의 범죄
- 북아일랜드의 범죄
- 스코틀랜드의 범죄

도시별:
- 리버풀의 범죄
- 런던의 범죄
- 사우스 맨체스터의 총기 범죄

## 추가 자료
- The Palgrave Handbook of Youth Gangs in the UK. Germany, Springer International Publishing, 2023. ISBN 9783030996581